# Montbel (Lozère)
Montbel (okcitán nyelven Montbèl) község Franciaország déli részén, Lozère megyében.  Lakosainak száma 147 fő (2022. január 1.). Montbel Châteauneuf-de-Randon, Chaudeyrac, Saint-Frézal-d’Albuges, Allenc, Laubert és Mont Lozère et Goulet községekkel határos.

## Fekvése
Montbel a Margeride-hegység keleti oldalán fekszik, Châteauneuf-de-Randon-tól 9 km-re délkeletre, 1220 méteres (a községterület 1186-1436 méteres) tengerszint feletti magasságban, a Boutaresse patak völgyében; a Moure de la Gardille nyugati lejtőin. A falutól délre húzódik a Causse de Montbel, a Francia-középhegység nagy mészkőfennsíkjainak (causse) legészakabbi előőrse. A község területének 14%-át (315 hektár) erdő borítja.
Nyugatról Pelouse és Laubert, északnyugatról Châteauneuf-de-Randon, északról Chaudeyrac, délkeletről Saint-Frézal-d’Albuges; délről pedig Belvezet és Allenc községekkel határos.
A D6-os megyei út köti össze Lauberttal (7 km) és a Chassezac-völgy községeivel (Chasseradès 14 km).
A községhez tartozik Villesoule és Les Salesses.

## Története
Veyrune-nél (Villesoule közelében) római település nyomait tárták fel az ásatások. Montbel 1867-ben vált önálló községgé, korábban Allenc-hoz, majd 1858 után Châteauneuf-de-Randonhoz tartozott. 2005 tavasza óta a község területén szélerőmű működik.

### Demográfia
| Év   | Lakosság |
| ---- | -------- |
| 1872 | 480      |
| 1876 | 500      |
| 1901 | 541      |
| 1936 | 399      |

| Év   | Lakosság |
| ---- | -------- |
| 1946 | 333      |
| 1954 | 317      |
| 1962 | 301      |
| 1968 | 282      |

| Év   | Lakosság |
| ---- | -------- |
| 1975 | 237      |
| 1982 | 199      |
| 1990 | 164      |
| 1999 | 139      |
| 2010 | 132      |

## Nevezetességei
- Temploma 1889-ben épült egy régi kápolna átépítésével.[6]
- A Causse de Montbelen több dolmen és menhir található.
- A község területén összesen 13 kő- illetve vaskereszt található, legrégebbiek a 14. századi La crouz del Ferre, valamint az 1780-ban emelt Croix du Couderc.[7]
- Szűz Mária szobrát 1987-ben állították fel.

## Kapcsolódó szócikk
- Lozère megye községei